# SV Woppenroth
Der SV Woppenroth 1921 e.V. ist ein deutscher Sportverein mit Sitz in der Ortsgemeinde Woppenroth in der Verbandsgemeinde Kirchberg im rheinland-pfälzischen Rhein-Hunsrück-Kreis.

## Geschichte
Die erste Fußball-Mannschaft stieg spätestens zur Saison 1949/50 in die zu dieser Zeit zweitklassige Landesliga Rheinland auf. Mit 6:38 Punkten über den letzten Platz der Staffel Süd, stieg die Mannschaft jedoch sofort wieder ab. Zur Saison 1958/59 gelang dann noch einmal der Aufstieg in die drittklassige Amateurliga Rheinland. Hier ging es nach der Saison mit 17:31 Punkten erneut über den letzten Platz der Staffel West jedoch ebenfalls gleich wieder zurück in die 2. Amateurliga.